# Moschea Burmali Mescit
La moschea Burmali Mescit meglio conosciuta come moschea dal minareto a spirale (in lingua turca Burmalı Mescit Camii o Burmalı Minare Camii) è una moschea ottomana del XVI secolo, sita nel parco Şarachane, nella municipalità di Fatih ad Istanbul in Turchia.

## Storia
Costruita attorno al 1550 dal qadi d'Egitto Emin Nurettin Osman Efendi, è chiamata burmali per via del suo minareto in mattoni con nervature a spirale, unico nel suo genere a Istanbul in quanto copia di caratteristica costruttiva della dinastia Seljuq. La moschea è di struttura semplice, con una sala quadrata coperta da un soffitto ligneo; anteriormente il portico spiovente poggia su quattro colonne in pietra bizantine di ordine corinzio, e la porta d'ingresso non è posta al centro ma è situata lateralmente – posizione che ha ragion d'essere nei portici sorretti da tre colonne, ma non in questa circostanza. L'interno della moschea non presenta invece particolarità.